# チェリク (アスト部)
チェリク（モンゴル語: Čelig,? - ?）とは、13世紀末から14世紀初頭にかけてモンゴル帝国（大元ウルス）に仕えたアス人将軍の一人。『元史』などの漢文史料では徹里(chèlǐ)と記される。

## 概要
チェリクらアス人は元来カフカース地方に住まうアラン人（＝現在のオセット人）が、「バトゥの征西」においてカフカース地方に侵攻したモンケ（後の第4代皇帝）によって東方に移住させられて形成された集団であった。チェリクの父別吉八も時期は不明であるがモンケに仕えるようになり、南宋親征に従軍して武功を挙げたことが記録されている。
別吉八の息子チェリクはモンケの死後に即位したクビライに仕えて親衛隊（ケシクテイ）の箭筒士（コルチ）に任じられた。チェリクは主に中央アジアを支配するカイドゥとの戦いで活躍し、カイドゥ軍の前鋒を撃退したことや、敵の畜牧を奪って自軍の糧食にした功績などでクビライから鈔3500錠を与えられている。
オルジェイトゥ・カーン（成宗テムル）の治世には盗賊を討伐して3000人余りを捕虜とし、そこで獲得した捕虜・家畜はバルグの地に供給した。オルジェイトゥ・カーンの治世には対カイドゥ軍の司令官としてカイシャン（後の武宗クルク・カーン）が起用され、チェリクもカイシャンの指揮下に入り、その武功を賞賛されて銀の酒器を与えられている。その後、カイシャンが即位すると、1309年（至大2年）にチェリクは左阿速衛僉事の地位を授けられる厚遇を受けた。1313年（皇慶2年）には湘寧王デルゲル・ブカの指揮下にあってモンゴル高原に赴いているが、これ以後のチェリクの記録はない。
チェリクの息子シレムンは1328年（致和元年/天順元年/天暦元年）に勃発した天暦の内乱に大都派側に立って参戦し、潮河川で知院のトク・テムルとともにオルジェイ・バートルら12人らと遭遇し、8人を殺して4人を捕虜として連れ帰る功績を挙げた。その後も宜興においてシラ・ナイマンタイらを撃退し、両家店でトゥマンダルの兵を撃ち破った。同年11月にはそれまでの功績を賞して左衛阿速親軍都指揮使司僉事の地位を授けられている。